# Haseler Mühle
Die Haseler Mühle ist ein einzelnes Gehöft und gehört zur Kreisstadt Neunkirchen (Saar). Sie liegt an der Landstraße 226 zwischen Bexbach (Saarpfalz-Kreis) und Ludwigsthal (Neunkirchen).

## Geschichte
Die Fürsten von Nassau-Saarbrücken und Nassau-Weilburg gestatteten 1748 dem Meier Johannes Hassler eine Mehl- und Ohligmühle zu erbauen. Sie gehörte damit offiziell dem Amt Homburg an. 1755 tauschte der Fürst von Nassau-Saarbrücken seinen Anteil am Amt Homburg gegen die Orte Frankenholz und Bliesransbach ein. Damit gehörte die Haseler Mühle zusammen mit Rothmühle offiziell zu Bexbach.
Sie blieb nicht lange im Familienbesitz. Als Johannes Hassler im Jahr 1758 kinderlos verstarb, wurde sie von seinen nächsten Verwandten veräußert. Johannes Link aus Mittelbexbach übernahm die Mühle. 1806 wurde sie von Christian Eisenbeis erworben, dessen Familie sie bis 1862 verwaltete. Danach wechselte wieder der Besitzer. Georg Hauck erwarb die immer weniger rentable Mühle, die von der Industrialisierung betroffen war. 1881 wurde sie zwangsversteigert und von Johann Breit gekauft. Sie kam 1885 in den Familienbesitz der Familie Schleppi aus Niederbexbach. Doch auch Schleppis behielten die Mühle nicht lange. 1896 übernahm sie Peter Koch und 1904 der Schlossermeister Jakob Schmidt. So gelangte sie in die Hände der Brüder Otto und Friedrich Schmidt. Letzterer war Brauereidirektor der Neunkircher Schloßbrauerei und beabsichtigte eine Knochenmühle daraus zu machen. Sie verblieb in Familienbesitz.
Nach dem Ersten Weltkrieg wurde sie von der Gemeinde Neunkirchen aufgekauft und stillgelegt. Das Anwesen wurde verschiedenen Pächtern überlassen und ausschließlich landwirtschaftlich genutzt. Nach der Gebiets- und Verwaltungsreform 1974 wurde das zum Bexbacher Bann gehörende Gehöft zusammen mit Ludwigsthal in die Stadt Neunkirchen eingemeindet.
Heute befindet sich auf dem Gelände ein Integrationsbetrieb mit dem Schwerpunkt Landwirtschaft. Der Integrationsbetrieb der Neue Arbeit Saar, der mit Unterstützung der Aktion Mensch aufgebaut wurde, bietet derzeit 12 Menschen mit und ohne Behinderung Arbeit.
Zum 20. Mai 2021 wurde durch die Gesellschafter eine Verschmelzung des Integrationsbetriebes mit der Muttergesellschaft, der Neue Arbeit Saar beschlossen.
Im Oktober 2023 wurde die Haseler Mühle von der Neuen Arbeit Saar aufgegeben und steht zum Verkauf.